# Гамбург-Нойверк
Нойверк (нім. Neuwerk) — частина району Гамбург-Центр вільного та ганзейського міста Гамбург. Нойверк утворює ексклав решти землі Гамбург, приблизно за 100 кілометрів. Місцевість включає населений і однойменний головний острів Нойверк і незаселені острови Нігегорн і Шаргорн. У ширшому розумінні деякі лише тимчасово сухі мілини в національному парку Гамбурзького Ваттового моря є частиною місцевості.